# Namaszczenie chorych

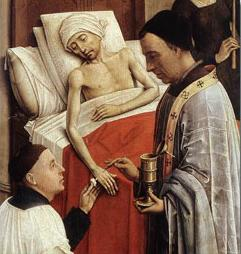
Namaszczenie chorych, Roger van der Weyden (1445)

Namaszczenie chorych, zwłaszcza dawniej nazywane ostatnim namaszczeniem – chrześcijański obrzęd uzdrowienia w imię Jezusa Chrystusa z zastosowaniem oleju. Przywołuje moc misterium paschalnego nad ochrzczonymi cierpiącymi z powodu choroby lub podeszłego wieku, którym z tego powodu „zaczyna grozić niebezpieczeństwo śmierci” (por. Sacrosanctum Concilium 73; Katechizm Kościoła Katolickiego 1514). Jest uznawany za sakrament w Kościele katolickim, starokatolickim, Cerkwi prawosławnej i Społeczności Chrystusa.

## Namaszczenie chorych w Biblii

### Stary Testament
Oliwa była na Bliskim Wschodzie od dawna stosowana do namaszczenia w celu wzmocnienia i uszlachetnienia ciała. W Księdze proroka Izajasza jest wymieniona jako środek łagodzący rany i stłuczenia:

Cała głowa chora, całe serce osłabłe; od stopy nogi do szczytu głowy nie ma w nim części nietkniętej: rany i sińce i opuchnięte pręgi, nie opatrzone ani przewiązane, nie złagodzone oliwą (Iz 1,5-6, BT).

W Izraelu znano wiele przepisów i sposobów stosowania oliwy do leczenia chorób.

### Nowy Testament
Podobnie w Ewangeliach, w przypowieści o poranionym przez zbójców człowieku idącym z Jerozolimy do Jerycha –
miłosierny Samarytanin, „opatrzył mu rany, zalewając je oliwą i winem”, po czym zawiózł go do gospody (por. Łk 10,34).
Według Ewangelii Marka elementem misji uczniów Jezusa, posłanych po dwóch, było namaszczanie chorych oliwą: Wyrzucali też wiele złych duchów oraz wielu chorych namaszczali olejem i uzdrawiali (Mk 6,13).
List Jakuba 5,14-15 jest tekstem, który stał się podstawą biblijną dla uznania namaszczenia chorych olejem przez prezbiterów Kościoła za sakrament. Tekst mówi o tym, że podźwignięcie i odpuszczenie grzechów jest skutkiem nie samej modlitwy, ale właśnie połączonej z namaszczeniem olejem: Choruje ktoś wśród was? Niech sprowadzi kapłanów Kościoła, by się modlili nad nim i namaścili go olejem w imię Pana. A modlitwa pełna wiary będzie dla chorego ratunkiem i Pan go podźwignie, a jeśliby popełnił grzechy, będą mu odpuszczone.

## W epoce Ojców Kościoła
Nauczanie patrystyczne na temat namaszczenia chorych spotykamy okazjonalnie, przy komentowaniu tekstów Pisma świętego, zwłaszcza listu św. Jakuba. Niestety komentarze Klemensa i Cyryla z Aleksandrii do tego listu nie zachowały się. Podobnie z objaśnieniami Didyma i Augustyna – mamy jedynie kilka fragmentów. Jeśli chodzi o Kościół grecki, pierwszym objaśnieniem na temat namaszczania chorych olejem w Ewangelii Marka 6,13 jest komentarz Wiktora z Antiochii z V wieku. Na Zachodzie zaś komentarz Bedy Czcigodnego z VIII wieku.
Świadectwa namaszczenia jako obrzędu sakramentalnego znajdujemy we wczesnych kanonach wydawanych przez lokalne synody kościelne. Najstarsze zachowane pochodzą z początku III w. i zostały przekazane w Tradycji apostolskiej Hipolita. Po przytoczeniu Modlitwy eucharystycznej Hipolit mówił, że jeśli ktoś z wiernych przyniósł olej, biskup powinien odmówić nad nim dziękczynienie, podobnie jak wcześniej uczynił to nad chlebem i winem. Modlitwa ta miała sprawić, by olej „przyniósł pociechę tym, którzy go kosztują i zdrowie tym, którzy go używają” – podobnie jak uświęcając olej, „którym namaszczasz królów, kapłanów i proroków, przynosisz świętość tym, którzy są nim namaszczani i przyjmują go”. Często, zwłaszcza w późniejszym okresie na Wschodzie, zacierano różnicę między olejem stosowanym do namaszczeń egzorcyzmujących katechumenów, a olejem do namaszczania chorych.
Jest szereg dokumentów z czasów starożytnego chrześcijaństwa, które świadczą, że poświęcony olej dawano wiernym do domu, by stosowali go sami. W 416 r. papież Innocenty I napisał o tym do biskupa Gubbio, Decencjusza, komentując List Jakuba:

„Niewątpliwie należy /słowa z Listu Jakuba 5,14-15/ rozumieć jako odnoszące się do wiernych chorych, którzy mogą być namaszczani świętym olejem krzyżma, który biskup przygotował i który ma być użyty do namaszczenia nie tylko przez kapłanów, ale przez wszystkich chrześcijan na własne potrzeby lub przez ich rodziny.

Z dalszej części listu można zrozumieć, że według papieża jest to sytuacja wyjątkowa: „gdy dana osoba, lub jej bliscy znajdą się w sytuacji koniecznej” (łac. in sua aut in suorum necessitate). Normalnym szafarzem są księża, a także sam biskup, który ten olej przygotował. Namaszczeniu towarzyszyła modlitwa z nałożeniem rąk przyzywająca Ducha Świętego nad chorym.
Starym świadkiem modlitwy połączonej z namaszczeniem poświęconym olejem jest Euchologion Serapiona z Thmuis (IV/V w.). Kolejne teksty rytuałów datowane są dopiero na drugą połowę VII w. Wszystkie najstarsze znane bizantyjskie euchologia (sakramentarze) z VIII w. zawierają modlitwy za chorych oraz modlitwę, w jednej lub dwóch wersjach, poświęcenia oleju. W Prawosławiu jest ona w prawie niezmienionej formie używana do dziś:

Panie, w swoim współczującym miłosierdziu leczysz cierpienia naszych dusz i naszych ciał. Panie, Ty sam uświęć ten olej i spraw, by stał się lekarstwem dla tych, którzy zostaną nim namaszczeni; niech usunie ono wszelkie cierpienie, wszelką nieczystość ciała i ducha, i wszelkie zło, aby w tym także Twoje najświętsze Imię mogło być uwielbione, Ojcze, Synu i Duchu Świętym, teraz i zawsze, i na wieki wieków. Amen.

Podobnie dotarła do dziś modlitwa podczas namaszczania olejem. Zaczyna się od słów „Ojcze Święty, lekarzu dusz i ciał”. Brzmi ona następująco:

Ojcze Święty, lekarzu dusz i ciał, posłałeś swego jedynego Syna, naszego Pana i naszego Boga, aby leczył każdą chorobę i zachował od śmierci. Dzięki łasce Twojego Chrystusa wyzwól także tego Twojego sługę (Twoją służebnicę) od choroby cielesnej, która go (ją) dręczy; daj mu (jej) życie zgodne z twoim upodobaniem, aby mógł (mogła) poprzez dobre uczynki złożyć ci godne dziękczynienie.

## W różnych Kościołach chrześcijańskich współcześnie

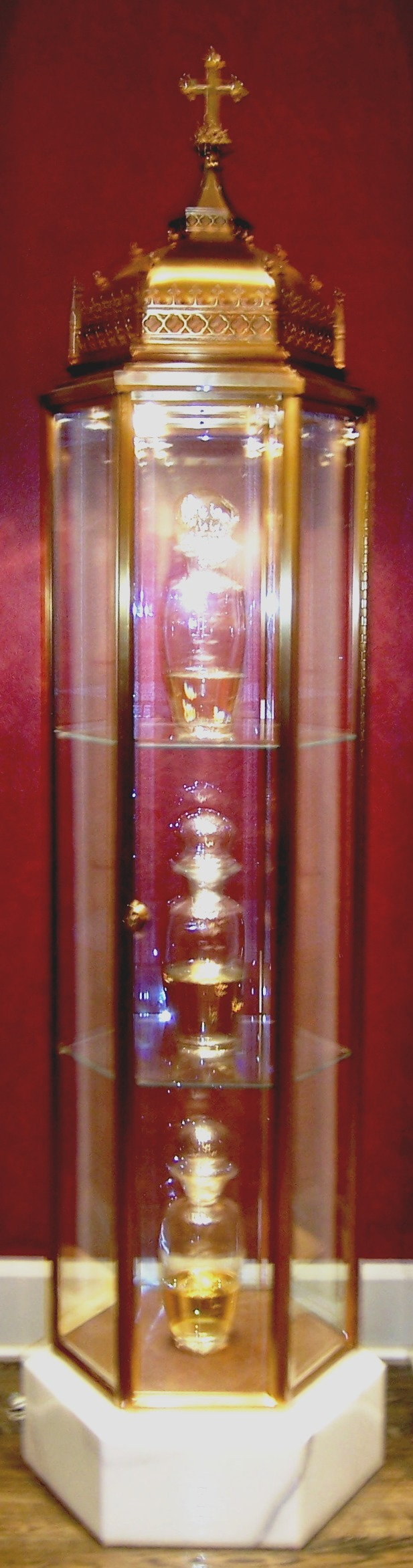
Szafka na oleje przygotowane przez biskupa w czasie Mszy krzyżma w Wielki Czwartek. Każdy z flakoników zawiera osobny olej – odpowiednio: olej chorych, olej katechumenów, olej krzyżma. Ten ostatni jest stosowany podczas chrztu, bierzmowania, święceń kapłańskich, konsekracji biskupów oraz przy konsekracji kościołów i ołtarzy. Katedra Wniebozięcia NMP Archidiecezji Louisville w USA.

W Kościele katolickim Namaszczenie chorych zostało odnowione w wyniku Reformy liturgicznej soboru watykańskiego II. 30 listopada 1972 roku papież Paweł VI wydał na ten temat konstytucję Sacram Unctionem Infirmorum. Współcześnie kładzie się nacisk na znaczenie uzdrawiające namaszczenia. Jak zauważył Katechizm Kościoła Katolickiego, choć w historii udzielania tego sakramentu doszło do ewolucji w kierunku rytu przedśmiertnego, jednak nigdy nie zapomniano o jego mocy przywracania zdrowia ciała i duszy:

W ciągu wieków namaszczenie chorych było coraz częściej udzielane wyłącznie umierającym. Z tego powodu otrzymało ono nazwę „ostatniego namaszczenia”. Pomimo tej ewolucji Kościół w liturgii nigdy nie przestawał prosić Pana, by chory odzyskał zdrowie, jeśli to służyłoby jego zbawieniu (KKK 1512).

Jak zauważył teolog z Salamanki, Miguel Nicolau SJ, jest to sakrament także tych, co pozostają:

Jest to z pewnością „sakrament tych, którzy odchodzą”.
Ale jest on także sakramentem tych, którzy zostają.
I po to, by zostali. 
Sakrament, który pomaga chrześcijaninowi w czasie, tak częstym i tak ludzkim, choroby.

Namaszczenia chorym udziela także Kościół anglikański oraz niektóre kościoły protestanckie – lecz nie nazywa się tam ono sakramentem.
W Kościele Katolickim Mariawitów (w Polsce) nie namaszcza się chorych olejem; poprzestaje się jedynie na udzieleniu Komunii Świętej i modlitwie do Ducha Świętego, którego olej miał symbolizować.

## Obrzęd sakramentalny
Namaszczenie chorych jest celebracją liturgiczną i wspólnotową, najlepiej sprawowaną w czasie Eucharystii (por. Sacrosanctum concilium 27; KKK 1517). Obrzęd zaczyna się od modlitwy „w wierze Kościoła” prezbitera, który w milczeniu nakłada ręce na głowy chorych. Jest to epikleza właściwa dla tego sakramentu (KKK 1519). Następnie namaszcza czoła i dłonie wypowiadając następującą formułę: 

Przez to święte namaszczenie niech Pan w swoim nieskończonym miłosierdziu wspomoże ciebie łaską Ducha Świętego. Pan, który odpuszcza ci grzechy niech cię wybawi i łaskawie podźwignie. AMEN (KKK 1513).

Do obrzędu używa się oleju chorych (łac. oleum infirmorum), poświęconego przez biskupa w Wielki Czwartek lub przez delegowanego kapłana. Sakrament ten dana osoba może przyjąć wielokrotnie, ilekroć nastąpi u niej znaczące pogorszenie stanu zdrowia (KKK 1515). Jeżeli choroba uniemożliwia spowiedź, łaską sakramentu, jako aktu Kościoła, któremu zostało powierzone zadanie rozwiązywania i związywania (por. Mt 18,18) jest także odpuszczenie grzechów.
Trzy sakramenty, namaszczenie, jako sakrament Ducha Świętego, udzielane razem z poprzedzającą je spowiedzią (= sakramenty uzdrowienia) i następującą po nim Eucharystią – są w pewnym sensie odpowiednikiem Sakramentów wtajemniczenia chrześcijańskiego. Z reguły, w pierwszych wiekach Kościoła udzielano ich w następującej kolejności: w czasie Nocy paschalnej najpierw był chrzest, po którym następowało namaszczenie bierzmowania, a następnie ochrzczonych prowadzono na wspólną Eucharystię, włączając ich do wspólnoty Kościoła, jakby byli już w nowo odzyskanym raju. Grzegorz z Nyssy mówił do mających przyjąć chrzest:

Katechumenie, jesteś poza Rajem, dzielisz wygnanie Adama, naszego pierwszego ojca, ale teraz brama się otwiera i wchodzisz do miejsca, z którego odszedłeś.

Podobnie też przed namaszczeniem chorych, udzielany jest, będący odpowiednikiem chrztu Sakrament pokuty i pojednania, a po nich następuje komunia eucharystyczna, zwana wiatykiem. Jak zauważa Katechizm, te trzy sakramenty, „gdy życie chrześcijańskie osiąga swój kres, są «sakramentami, które przygotowują do Ojczyzny», lub sakramentami, które stanowią zakończenie ziemskiej pielgrzymki” (KKK 1525).